# 易家祥
易家祥（1983年—），四川叙永人，汉族，中华人民共和国政治人物。

## 生平
毕业于清华大学化学专业。加入中国共产党。2013年，担任全国人大代表。2018年2月24日，当选为第十三届全国人大代表。